# Al-Ikhlas
Al-Ikhlas (árabe سورة الإخلاص) (A Fidelity), também conhecido por At-Tawhid (سورة التوحيد) no monoteísmo é a 112ª Sura do Alcorão. Trata-se de uma curta declaração de Tawhid, onde Deus absoluta unidade, composta por 4 ayats. Al-Ikhlas significa a pureza ou o refino, ou seja, manter-se pura e fiel ou em um estado de purgar a alma de uma das crenças não-islâmicos, como o Paganismo e politeísmo.

## Texto em árabe, transliteração e tradução
Texto em árabe:

قُلْ هُوَ اللَّهُ أَحَدٌ ١
   
اللَّهُ الصَّمَدُ ٢  
 
لَمْ يَلِدْ وَلَمْ يُولَدْ ٣
   
وَلَمْ يَكُن لَّهُ كُفُوًا أَحَدٌ ٤

Transliteração:

1 Qul huwa Allahu ahad   

2 Allahu alssamad   

3 Lam yalid walam yoolad  

4 Walam yakul lahu kufuwan ahad

Tradução:

 1 Diga: Ele é Allah, o Único.

 2 Allah, o Absoluto   

 3 Jamais gerou nem foi gerado. 

 4 E nada nem ninguém a Ele se compara.